# 吴立新
吴立新（1966年9月17日—），男，安徽桐城人，民盟成员，中国物理海洋学家，从事大洋环流与气候研究。曾任中国海洋大学教授及副校長。

## 生平
1988年毕业于清华大学，1991、1994年取得北京大学硕士、博士学位。2013年当选中国科学院地学部院士。2018年2月24日，当选为第十三届全国人大代表。